# هربرت، ساسکاچوان
هربرت، ساسکاچوان (به انگلیسی: Herbert, Saskatchewan) یک منطقهٔ مسکونی در کانادا است که در ساسکاچوان واقع شده‌است. هربرت ۸۵۶ نفر جمعیت دارد.